# Брирвуд, Эдвард
Эдвард (Эдуард) Брирвуд (англ. Edward Brerewood; 1565—1613) — английский математик, астроном, филолог, археолог и педагог.

## Биография
Эдвард Брирвуд родился в 1565 году в Честере, где отец его был городским судьей, а затем трижды переизбирался мэром. Учился сперва в Королевской школе родного города («The King’s School»), затем в Брасенос-колледже Оксфордского университета. По окончании последнего перешёл в «St Mary Hall» при Оксфордском университете.

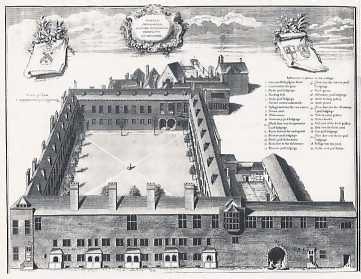
Грешем-колледж, в котором Брирвуд проработал почти полжизни
(гравюра Джорджа Вертью, 1740 год)

В 1596 году Брирвуд стал первым профессором астрономии в Грешем-колледже (англ. Gresham-college) расположенном в столице Великобритании городе Лондоне, где и проработал практически до самой смерти.
В конце XIX — начале XX века на страницах «Энциклопедического словаря Брокгауза и Ефрона» была дана следующая оценка его научным изысканиям: «Как математик, Б. пользовался у своих соотечественников величайшим авторитетом; не менее выдавался он своими познаниями в области археологии, особенно необыкновенно ясными для своего времени представлениями в области филологии. Он писал много, но при жизни своей из скромности ничего не печатал».
Из трудов учёного, изданных после его смерти (племянником последнего Робертом, которому Эдвард Брирвуд завещал своё состояние и библиотеку), следует отметить много раз перепечатанные: «De ponderibus et pretiis veterum nummorum eorumque cum recentioribus collatione» (Лондон, 1614) и «Изыскания касательно разнообразия языков и верований в основных частях света» (Лондон, 1614). Последнее сочинение было переведено на латинский, французский и немецкий языки. Среди всего прочего, он выдвигал предположение, что коренные американцы происходят от «тартар», а те, в свою очередь — от Десяти потерянных колен (вслед за Гийомом Постелем).
Эдвард Брирвуд умер 4 ноября 1613 года в Лондоне и был похоронен в церкви Святой Елены. Почти четыреста лет спустя британский историк Кристофер Хилл отметил, что никто глубже Бирвуда не осветил социальные аспекты прений о субботничестве.
- De ponderibus et pretiis veterum nummorum, eorumque cum recentioribus collatione, London, 1614. This was first published by his nephew, and afterwards inserted in the 'Apparatus' of the Biblia Polyglotta, by Brian Walton, and also in the Critici Sacri, vol. viii.
- Enquiries touching the Diversities of Languages and Religions through the chief parts of the world, London, 1614, 1622, 1635, 1647, &c. This was likewise published by his nephew, and afterwards translated into French by J. de la Montagne, Paris, 1640, and into Latin by John Johnston. Richard Simon made some remarks on Brerewood’s work, under the pseudonym of le Sieur de Moni, in a treatise entitled Histoire critique de la créance et des coûtumes des nations du Levant, Frankfort (really printed at Amsterdam), 1684. In 1693 it was reprinted, and again since that date with the following alterations in the title:—Histoire critique des dogmes, des controverses, des coûtumes, et des ceremonies des Chretiens orientaux.
- Elementa Logicæ, in gratiam studiosæ juventutis in academia Oxoniensi, London, 1614, 1615, &c.
- Tractatus quidam logici de prædicabilibus, et prædicamentis, Oxford, 1628, 1637, &c. This book was first published by Thomas Sixesmith, M. A., fellow of Brasenose College, Oxford. A manuscript of it is preserved in Queen’s College library in that university. The work is sometimes quoted as 'Brerewood de moribus.'
- Tractatus duo: quorum primus est de meteoris, secundus de oculo, Oxford, 1631, 1638. These two tracts were also published by Sixesmith.
- A Treatise of the Sabbath, Oxford, 1630, 1631. This book was written as a letter to Nicholas Byfield, preacher at Chester, having been occasioned by a sermon of his relating to the morality of the Sabbath. It is dated from Gresham House 15 July 1611. Richard Byfield, Nicholas’s brother, wrote a reply to it.
- Mr. Byfield’s Answer, with Mr. Brerewood’s Reply, Oxford, 1631. These were both printed together, with the second edition of the former.
- A second Treatise of the Sabbath, or an Explication of the Fourth Commandment, Oxford, 1632.
- Recherches curieuses sur la diversité des langues et religions, par toutes les principales parties du monde, 1640
- Commentarii in Ethica Aristotelis, Oxford, 1640. These commentaries relate only to the first four books, and were published by Sixesmith.
- A Declaration of the Patriarchal Government of the antient Church, Oxford, 1641, London, 1647, Bremen, 1701. The Oxford edition is subjoined to a treatise called 'The original of Bishops and Metropolitans, briefly laid down by Archbishop Ussher,' &c[9].